# Vladimir Malanine
Vladimir Malanine (en russe : Влади́мир Влади́мирович Мала́нин), né le 30 août 1942 à Sylvensk dans le kraï de Perm en URSS, est un mathématicien russe, docteur en sciences techniques, professeur et vice-recteur pour le travail scientifiques de 1983 à 1987, recteur de 1987 à 2010, puis président depuis 2010 de l'université d'État de Perm.

## Biographie
En 1965, il est diplômé de la faculté de mécanique et de Mathématiques de l'université d'État de Perm.
De 1975 à 2011 il fut chef du département de mécanique et de contrôle des processus de la faculté de mécanique et de Mathématiques de l'université d'État de Perm, puis, dn 2001, il devient docteur en sciences techniques.
De 1983 à 1987, il fut vice-recteur des travaux scientifiques de l'université d'État de Perm. En mars 1987, V. V. Malanine a été élu par le collectif de l'Université au poste de recteur (l'un des premiers en URSS et le premier en RSFSR a dirigé l'Université de cette manière); puis il a été réélu à ce poste à quatre reprises (en 1992, 1997, 2002, 2007).
En 1996, il a été élu président du conseil des recteurs des universités de la région de Perm, en 2007, président du conseil des recteurs des universités de la kraï de Perm.
Depuis 2010, il est président de l'Université de Perm.
En même temps, il est membre du conseil de l'Union Russe des recteurs.
En 1999 il fut Vice-Président du Conseil scientifique et méthodologique pour la mécanique théorique au ministère de l'Éducation et de la Science.

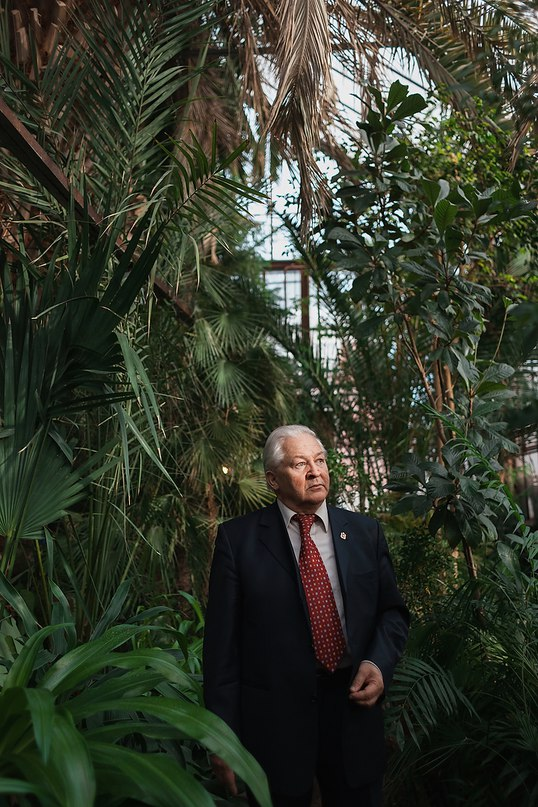
V.V. Malanine dans la serre du jardin botanique de UEP.

Il fut le confident du président de Russie Vladimir Poutine à l'élection présidentielle de 2000.

## Activités scientifiques et administratives
Il est le fondateur d'une nouvelle direction scientifique liée à la dynamique des systèmes déterministes et stochastiques complexes. Ses intérêts scientifiques étaient aussi liés avec les thèmes comme l’algèbre informatique, la modélisation mathématique en sciences naturelles, la mécanique générale et appliquée, les méthodes d'optimisation, l'histoire des sciences physiques et Mathématiques.
La plus longue période de travail de ses recherches scientifiques est la résolution des problèmes de contrôle de vol optimal des aéronefs.
Sous son rectorat (de 1987 à 2010), de nouvelles facultés ont vu le jour (la faculté de socio-philosophie en 1996, la faculté des langues et littératures étrangères en 2003)  et de nouveaux départements, la formation d'une dizaines de nouvelles spécialités a commencé, la structure de l'Université a été optimisée, etc.. 
Après la suppression en 1989 du statut de ville de Perm, fermée à la visite des étrangers, Malanine a accordé beaucoup d'attention au développement des relations internationales.
Pour les 100 ans de l'université d’État de Perm, V. V. Malanine détient le record de rectorat (23 ans).